# Iarda
La iarda (in inglese: yard) è un'unità di misura di lunghezza che non rientra nel Sistema internazionale di unità di misura. Fa parte del Sistema imperiale ed è tuttora utilizzata nei paesi di cultura anglosassone, come Regno Unito e Stati Uniti.
Una iarda è pari a 0,9144 metri e corrisponde a 3 piedi, ovvero 36 pollici. In origine era divisa, usando il metodo binario, in 2, 4, 8, e 16 parti, chiamate rispettivamente mezza-iarda, span, finger e nail.
La iarda deve il suo nome alla parola usata per indicare un ramo dritto o un bastone, anche se l'origine precisa di questa unità non è completamente nota. Alcuni ritengono che derivi dal doppio cubito, o che ebbe origine da una misura cubica. Un'altra versione postula che la misura si basa sulla circonferenza del petto di una persona, mentre un'altra ancora sostiene che fu inventata da Enrico I d'Inghilterra, in quanto sarebbe stata la distanza tra la punta del suo naso e la fine del pollice. Questi sono ritenuti gli eventi più probabili che portarono ad una standardizzazione.
Nel corso del tempo ci sono stati diversi tentativi di standardizzare la iarda che si sono tradotti in campioni di varie lunghezze. La iarda moderna è un compromesso tra i due vecchi standard, britannico e statunitense, ed è calibrata sul metro. È stata ufficialmente definita in 0,9144 metri esatti nel 1959.